# The Fragrant Flower Blooms with Dignity
«The Fragrant Flower Blooms with Dignity» (яп. 薫る花は凛と咲く, Kaoru Hana wa Rin to Saku, Запашна квітка велично розквітає) — манґа, написана та ілюстрована Сакою Мікамі. Її серіалізація розпочалася на вебсайті та в застосунку манґи Magazine Pocket видавництва Kodansha у жовтні 2021 року, а станом на квітень 2025 року її розділи зібрано у 16 томів у форматі танкобон. Аніме-серіал, створений студією CloverWorks, відбув прем'єру в липні 2025 року.

## Сюжет
Середня школа для хлопців Чідорі та приватна жіноча академія Кікьо — два навчальні заклади, розташовані по сусідству, що вирізняються контрастними репутаціями. Середня школа Чідорі здобула недобру славу через навчання хлопців-правопорушників із нижчих класів, тоді як академія Кікьо відома як престижний заклад для шляхетних і благородних дівчат. Між школами існує давнє суперництво, причому академія Кікьо зверхньо та з презирством ставиться до середньої школи Чідорі, що змушує учнів Чідорі уникати будь-яких справ, пов'язаних з академією Кікьо.
Одного дня Рінтаро Цумуґі, учень середньої школи Чідорі, обслуговує клієнтку на ім'я Каоруко Ваґурі в сімейній пекарні та дивується тому, що Каоруко цінує його за доброту, після того як він рятує її від домагань хуліганів. Каоруко дякує йому, і Рінтаро розмірковує, коли вони зустрінуться знову, аж поки з шоком не дізнається, що Каоруко навчається в академії Кікьо. Після цього Рінтаро та Каоруко прагнуть дізнатися більше одне про одного, і їхня дружба міцніє.

## Персонажі

### Головні персонажі
Рінтаро Цумуґі (яп. 紬 凛太郎, Tsumugi Rintarō)
Сейю: Юма Учіда (PV), Йошінорі Накаяма (аніме)
Добродушний, високий і статний учень середньої школи Чідорі, якого інші сприймають як залякуючого. Через це він має низьку самооцінку і часто вважає, що його бачать лише як правопорушника. Він також працює в сімейній пекарні, де вперше зустрічає Каоруко і дивується тому, що вона бачить у ньому доброту, а не його загрозливу зовнішність і приналежність до певної школи. Її постійна доброта, турбота та лагідний характер змушують його закохатися в неї.
Каоруко Ваґурі (яп. 和栗 薫子, Waguri Kaoruko)
Сейю: Адзумі Вакі (PV), Хонока Іноуе (аніме)
Добра та турботлива учениця приватної академії Кікьо, яка походить зі скромної родини та вступила до академії за стипендією. Вона також демонструє відмінні успіхи в навчанні, завдяки чому її високо цінують однолітки. Вона зустрічає Рінтаро в пекарні, будучи постійною клієнткою, і бачить його добросердечну натуру, а не його лякаючу зовнішність, що призводить до її закоханості в нього. Вона також ласун і з'їдає багато тістечок у пекарні.

### Середня школа Чідорі
Шьохей Усамі (яп. 宇佐美 翔平, Usami Shōhei)
Сейю: Кікуносуке Тоя
Друг і однокласник Рінтаро, товариський та енергійний. Хоча часом буває розсіяним, він дуже уважний і створює позитивну атмосферу серед своїх друзів. Він також не має жодної неприязні до учнів приватної академії Кікьо.
Саку Нацусава (яп. 夏沢 朔, Natsusawa Saku)
Сейю: Кокі Учіяма
Ще один друг і однокласник Рінтаро, який демонструє інтелект, що спонукає його допомагати Рінтаро та Шьохею з підготовкою до іспитів, щоб вони їх не провалили. Сором'язливий та інтровертний, він, проте, цинічний і саркастично висловлюється щодо людей, які насміхаються з його друзів, хоча має добрі наміри і йому важко висловлювати свої думки.
Аято Йоріта (яп. 依田 絢斗, Yorita Ayato)
Сейю: Хіїро Ішібаші
Ще один друг і однокласник Рінтаро, який є добродушним, привітним і проникливим, хоча іноді жартує з інших. Однак, коли його друзів висміюють і ображають, він не вагається вживати заходів проти тих, хто їм завдає болю, демонструючи вправність у самообороні; незважаючи на цю навичку, він намагається уникати насильства.

### Приватна жіноча академія Кікьо
Субару Хошіна (яп. 保科 昴, Hoshina Subaru)
Сейю: Ая Ямане
Подруга дитинства та однокласниця Каоруко, яка сором'язлива з хлопцями через те, що в минулому її цькувала група хлопців. Вона з повагою дивиться на Каоруко після того, як та заступилася за неї, і прагне зробити все, щоб захистити її. Спочатку вона була вороже налаштована до Рінтаро та його друзів, але потеплішала до них, дізнавшись про їхню доброту.
Мадока Юдзухара (яп. 柚原 円蚊, Yuzuhara Madoka)
Ще одна подруга та однокласниця Каоруко, яка, на відміну від своїх однокласниць, не відчуває неприязні до учнів середньої школи Чідорі, залишаючись байдужою до суперництва між школами.
Чіса Мінамото (яп. 源 千紗, Minamoto Chisa)
Ще одна подруга та однокласниця Каоруко.
Аюмі Саватарі (яп. 沢渡 亜由美, Sawatari Ayumi)
Ще одна подруга та однокласниця Каоруко.
Судзука Асакура (яп. 浅倉 錫蚊, Asakura Suzuka)
Ще одна подруга та однокласниця Каоруко.

### Другорядні персонажі
Кьоко Цумуґі (яп. 紬 杏子, Tsumugi Kyōko)
Мати Рінтаро, яка разом із чоловіком керує пекарнею і глибоко піклується про Рінтаро.
Кейічіро Цумуґ (яп. 紬 圭一郎, Tsumugi Keīchirō)
Батько Рінтаро, скромний головний пекар. Хоча зазвичай млявий через відданість своїй роботі, він також піклується про Рінтаро.
Сотаро Цумуґі (яп. 紬 颯太郎, Tsumugi Sōtarō)
Старший брат Рінтаро, який працює косметологом.
Фуко Ваґурі (яп. 和栗 風子, Waguri Fuko)
Мати Каоруки.
Йоске Ваґурі (яп. 和栗洋介, Waguri Yōsuke)
Батько Каоруки.
Коске Ваґурі (яп. 和栗康介, Waguri Kosuke)
Молодший брат Каоруки.
Міо Нацусава (яп. 夏沢 美緒, Natsusawa Mio)
Молодша сестра Саку.
Сацукі Набата (яп. 菜畑 皐月, Nabata Satsuki)
Старшокласниця, яка була однокласницею Рінтаро в середній школі.

## Медіа

### Манґа
Написана та ілюстрована Сакою Мікамі, манґа «The Fragrant Flower Blooms with Dignity» розпочала серіалізацію на вебсайті та в застосунку Magazine Pocket видавництва Kodansha 20 жовтня 2021 року. Станом на квітень 2025 року серія зібрана в шістнадцять томів.
Kodansha публікує серію англійською мовою на своєму сервісі K Manga. На Anime Expo 2023 Kodansha USA оголосила, що друковане видання серії розпочнеться у другому кварталі 2024 року.

#### Томи
| 1. «Rintaro and Kaoruko» (яп. 凛太郎と薫子, Rintarō to Kaoruko) 2. «Chidori and Kikyo» (яп. 千鳥と桔梗, Chidori to Kikyō) 3. «Exam Crunch» (яп. 試験勉強, Shiken Benkyō) | 1. «Kaoruko's Friend» (яп. 薫子の友達, Kaoruko no Tomodachi) 2. «Study Session» (яп. 勉強会, Benkyō-kai) |

| 1. «Subaru Hoshina» (яп. 保科昴, Hoshina Subaru) 2. «Warmth of the Heart» (яп. 心の温度, Kokoro no Ondo) 3. «Their Friendship» (яп. 4人の友情, Yon-nin no Yūjō) 4. «Waguri-san's Existence» (яп. 和栗さんの存在, Waguri-san no Sonzai) | 1. «Self-Loathing» (яп. 大嫌い, Daikirai) 2. «I Love You!» (яп. 大好き, Daisuki) 3. «Rintaro and Subaru» (яп. 凛太郎と昴, Rintarō to Subaru) 4. «Mother» (яп. 母さん, Kāsan) |

| 1. «My Beloved Place» (яп. 大好きな居場所, Daisuki na Ibasho) 2. «Coolest Guy Ever» (яп. かっこいい男, Kakkoī Otoko) 3. «Sports Festival» (яп. スポーツ大会, Supōtsu Taikai) 4. «Thawing» (яп. 雪解け, Yukidoke) | 1. «Aquarium» (яп. 水族館, Suizokukan) 2. «The Meaning of These Feelings» (яп. 感情の正体, Kanjō no Shōtai) 3. «The Rainclouds Pass» (яп. 雨雲去る, Amagumo Saru) 4. «Blond Hair and Pierced Ears» (яп. 金髪とピアス, Kinpatsu to Piasu) |

| 1. «A Mother's Feelings» (яп. 母の思い, Haha no Omoi) 2. «Six Person Study Group» (яп. 6人で勉強会, Roku-nin de Benkyō-kai) 3. «Beyond the Curtains» (яп. カーテンの向こう側, Kāten no Mukō-gawa) 4. Early Summer Sorrows (яп. 初夏の悩み, Shoka no Nayami) | 1. «Yorita and Rintaro» (яп. 依田と凛太郎, Yorita to Rintarō) 2. «Group Chat» (яп. グループトーク, Gurūputōku) 3. «Waguri-san's Birthday» (яп. 和栗さんの誕生日, Waguri-san no Tanjōbi) 4. «July 22nd» (яп. 7月22日, Shichigatsu Nijūninichi) |

| 1. «The Long-Awaited Birthday» (яп. 誕生日当日, Tanjōbi Tōjitsu) 2. «Impressions» (яп. ケーキの感想, Kēki no Kansō) 3. «How to Spend a Summer Break» (яп. 夏休みの過ごし方, Natsuyasumi no Sugoshikata) 4. «Bewilderment at the Beachside» (яп. 海辺の惑い, Umibe no Madoi) | 1. «I Want to Be Here» (яп. ここにいたい, Koko ni Itai) 2. «Sparklers» (яп. 線香花火, Senkō Hanabi) 3. «I Like You» (яп. 好きです, Sukidesu) 4. «Summer Festival» (яп. 夏祭り, Natsu Matsuri) |

| 1. «Rintaro’s Feelings» (яп. 凛太郎の想い, Rintarō no Omoi) 2. «Confession» (яп. 告白, Kokuhaku) 3. «Kaoruko and Rintaro» (яп. 薫子と凛太郎, Kaoruko to Rintarō) 4. «The Morning After» (яп. 告白の翌朝, Kokuhaku no Yokuasa) | 1. «Change» (яп. 変化, Henka) 2. «Shopping Together» (яп. 二人で買い物, Futari de Kaimono) 3. «Status Report» (яп. 報告, Hōkoku) 4. «Natsusawa’s Birthday» (яп. 夏沢の誕生日, Natsusawa no Tanjōbi) |

| 1. «The Birthday Present» (яп. 誕生日プレゼント, Tanjōbi Purezento) 2. «Mio Natsusawa» (яп. 夏沢澪, Natsusawa Mio) 3. «Saku and Subaru» (яп. 朔と昴, Saku to Subaru) 4. «Birth of Friendship» (яп. 友情のきっかけ, Yūjō no Kikkake) | 1. «Friends» (яп. 友達, Tomodachi) 2. «Thankful» (яп. 有り難い, Arigatai) 3. «Waguri-san's Part-Time Job» (яп. 和栗さんのアルバイト, Waguri-san no Arubaito) 4. «A Good Person» (яп. いい人, Ī Hito) |

| 1. «Reward Cake» (яп. ご褒美のケーキ, Gohōbi no Kēki) 2. «Waguri-san's House» (яп. 和栗さんの家, Waguri-san no ie) 3. «Proof» (яп. 証明, Shōmei) 4. «Kosuke Waguri» (яп. 和栗洸介, Waguri Kōsuke) | 1. «Budding Feelings» (яп. 芽生えた気持ち, Mebaeta Kimochi) 2. «Encounter» (яп. 鉢合わせ, Hachiawase) 3. «Kikyo and Chidori» (яп. 桔梗と千鳥, Kikyō to Chidori) 4. «Fantasy and Reality» (яп. 空想と現実, Kūsō to Genjitsu) |

| 1. «Resolve» (яп. 覚悟, Kakugo) 2. «Cut From The Same Cloth» (яп. 似た者同士, Nitamono Dōshi) 3. «Precious Something» (яп. 重要なこと, Jūyōna Koto) 4. «Face to Face» (яп. フェイス・トゥ, Feisu tou) | 1. «Ayumi Sawatari» (яп. 沢渡亜由美, Sawatari Ayumi) 2. «A Failure» (яп. だめな人, Damena Hito) 3. «Shining Beacon» (яп. 憧れ, Akogare) 4. «The Same» (яп. 同じ, Onaji) |

| 1. «Inside One’s Chest» (яп. 胸の内, Mune no Uchi) 2. «Natsusawa's Past» (яп. 夏沢の過去, Natsusawa no Kako) 3. «Moving Forward» (яп. 前進, Zenshin) 4. «A Long Awaited Date» (яп. 久々のデート, Hisabisa no Dēto) | 1. «Greeting» (яп. 挨拶, Aisatsu) 2. «Mother and Girlfriend» (яп. 母と彼女, Haha to kanojo) 3. «Gratitude» (яп. 感謝, Kansha) 4. «Just Having Fun» (яп. ただ楽しく, Tada Tanoshiku) |

| 1. «School Trip» (яп. 修学旅行, Shūgaku Ryokō) 2. «Memories of Their Journey» (яп. 旅の思い出, Tabi no Omoide) 3. «Subaru's Birthday» (яп. 昴の誕生日, Subaru no Tanjōbi) 4. «Rintaro's Older Brother» (яп. 凛太郎の兄, Rintarō no Ani) | 1. «Sotaro and Rintaro» (яп. 颯太朗と凛太郎, Sōtarō to Rintarō) 2. «He'll Be Fine» (яп. もう大丈夫, Mō Daijōbu) 3. «Rintaro's Worries» (яп. 凛太郎の気がかり, Rintarō no Kigakari) 4. «A Classmate From Middle School» (яп. 中学の同級生, Chūgaku no Dōkyūsei) |

| 1. «Satsuki Nabata» (яп. 菜畑皐月, Nabata Satsuki) 2. «First Love and Broken Heart» (яп. 初恋と失恋, Hatsukoi to Shitsuren) 3. «Karaoke Party» (яп. 皆でカラオケ, Mina de Karaoke) 4. «Career Survey» (яп. 進路希望調査, Shinro Kibō Chōsa) | 1. «Yorita's Future» (яп. 依田の将来, Yorita no Shōrai) 2. «What Must Be Told» (яп. 伝えるべきこと, Tsutaerubeki Koto) 3. «Rintaro and Yorita» (яп. 凛太郎と依田, Rintaro to Yorita) 4. «Christmas Helpers» (яп. クリスマスヘルパー, Kurisumasu Herupā) |

| 1. «Yorita's Past» (яп. 依田の過去, Yorita no kako) 2. «Meaningless» (яп. 意味がない, Imiganai) 3. «After Everything is Resolved» (яп. 全てが解決した後, Subete ga Kaiketsu shita Nochi) 4. «What It Means to Work» (яп. 働くことの意味, Hataraku Koto no imi) | 1. «Yorita's Answer» (яп. 依田さんの回答, Yorita-san no Kaitō) 2. «Their Christmas» (яп. 彼らのクリスマス, Karera no Kurisumasu) 3. «Special to You» (яп. あなたにとって特別な, Anata ni Totte Tokubetsuna) |

| 1. «December 26th» (яп. 12月26日, Jūnigatsu Nijūninichi) 2. «Kaoruko's Present» (яп. 薫子のプレゼント, Kaoruko no Purezento) 3. «New Year's» (яп. 新年の, Shin'nen no) 4. «Sotaro and Kaoruko» (яп. 宗太郎とかおるこ, Sōtarō to Kaoruko) 5. «A New Year, A New Term» (яп. 新年の新学期, Shin'nen no Shin Gakki) | 1. «Touring The Theme Park» (яп. 7人でテーマパーク, Nana-nin de Tēma Pāku) 2. «Rintaro's Birthday» (яп. 凛太郎の誕生日, Rintarō no Tanjōbi) 3. «Saku and Subaru's Study Session» (яп. 朔と昴の勉強会, Saku to Subaru no Benkyō-kai) 4. «The Courage To Move Forward» (яп. 前に進む勇気, Mae ni Susumu Yūki) |

| 1. «Their Respective February» (яп. それぞれの2月, Sorezore no Nigatsu) 2. «Valentine's Day» (яп. バレンタイン, Barentain) 3. «To the Mock Exam» (яп. (模試へ, Moshi e) 4. «Scars of the Heart» (яп. 心の古傷, Kokoro no Furukizu) | 1. «Natsusawa and Hidaka» (яп. (夏沢と飛鷹, Natsusawa to Hidaka) 2. «After The Mock Exam» (яп. 模試を終えて, Moshi o Oete) 3. «Horror Movie» (яп. ホラー映画, Horā Eiga) 4. «The Pâtisserie From Back Then» (яп. あの日のケーキ屋, Ano hi no Kēki-ya) |

| 1. «Unequal Blessings» (яп. もらってばかり, Moratte bakari) 2. «Goal» (яп. 目標, Mokuhyō) 3. «Natsusawa's White Day» (яп. 夏沢のホワイトデー, Natsu zawa no howaitodē) 4. «Pâtissier» (яп. パティシエ, Patishie) | 1. «Entering the Third Year» (яп. ３年生, 3-Nensei) 2. «Putting on a Brave Face» (яп. 平気なフリ, Heikina furi) 3. «Whining» (яп. 弱音, Yowane) 4. «Takoyaki Party» (яп. たこ焼きパーティー, Takoyaki pātī) |

#### Інші томи
Ці розділи ще не були опубліковані в форматі танкобон.
1. «Kaoruko's Father and Rintaro» (яп. 薫子の父と凛太郎, Kaoruko no chichi to rintarō)
2. «The Final Sports Festival» (яп. ３年のスポ大, 3-Nen no supo-dai)
3. «A Kind Soul» (яп. 優しい人, Yasashī hito)
4. «Kaoruko's Future» (яп. 薫子の将来, Kaoruko no shōrai)
5. «Boyfriend» (яп. 彼氏, Kareshi)
6. «Obstetrician-Gynecologist» (яп. 産婦人科医, Sanfujinka-i)
7. «Their Own Paths» (яп. それぞれの進路, Sorezore no shinro)
8. «Older Brother Usami» (яп. 長男の宇佐美, Chōnan no Usami)
9. «Subaru's Concerns» (яп. 昴の気がかり, Subaru no kigakari)
10. «Final Exams of the First Term» (яп. 1学期期末試験, 1 Gakki kimatsu shiken)
11. «A Day at the Zoo» (яп. 皆で動物園へ, Mina de dōbu~tsuen e)
12. «Back at the Beach» (яп. 1年ぶりの海, 1-Nen-buri no umi)
13. «Pounding Feelings» (яп. 波打つ思い, Namiutsu omoi)
14. «More Than Just a Friend» (яп. 「異性」として, `Isei' to shite)
15. «What Even Is Love?» (яп. 恋とは, Koi to wa)
16. «Words of Affection» (яп. 特別な言葉, Tokubetsuna kotoba)
17. «Visiting Kaoruko's Room» (яп. 薫子の部屋で, Kaoruko no heya de)
18. «Parent-Teacher Meeting» (яп. 三者面談, Sanshamendan)
19. «Rintaro's Summer Break» (яп. 凛太郎の夏休み, Rintarō no natsuyasumi)
20. «Rintaro's Path» (яп. 凛太郎の進路, Rintarō no shinro)
21. «Unwinding» (яп. リフレッシュ, Rifuresshu)
22. «Natsusawa’s Path» (яп. 夏沢の進路, Natsusawa no shinro)
23. «First Anniversary» (яп. 1年記念日, 1-Nen kinenbi)
24. «Job Interview» (яп. 面接, Mensetsu)

### Аніме
Аніме-серіал, було анонсовано під час онлайн-фестивалю Aniplex 16 вересня 2024 року. Виробництвом серіалу займатиметься студія CloverWorks під режисурою Міюкі Курокі, Сатоші Ямаґучі виступить помічником режисера, Ріно Ямадзакі напише сценарій і буде контролювати його, Кохей Токуока розробить дизайн персонажів, а Моекі Харада напише музику. Прем'єра відбулась 6 липня 2025 року на Tokyo MX та інших мережах. Відкриваюча тема — «Manazashi wa Hikari» (яп. まなざしは光, «Погляд — це світло») у виконанні Тацуї Кітані, тоді як закриваюча тема — «Hare no Hi ni» (яп. ハレの日に, «У цей сонячний день») у виконанні UshioReira. Netflix транслюватиме серіал по всьому світу.

## Сприйняття
Манґа «The Fragrant Flower Blooms with Dignity» була номінована на премію Next Manga Awards 2022 у веб-категорії та посіла шосте місце серед п'ятдесяти номінантів. Серія також була номінована на премію Tsutaya Comic Awards і посіла друге місце. У рейтингу «Рекомендовані комікси працівників книгарень по всій країні 2023 року» вона посіла сьоме місце. Серію було номіновано на 47-му премію Kodansha Manga Award у категорії сьонен у 2023 році; вона також була номінована в тій самій категорії на 48-му виданні у 2024 році та на 49-му виданні у 2025 році.
Станом на вересень 2024 року тираж серії становив понад 3,3 мільйони копій.

## Нотатки
1. ↑  Прем'єра серіалу на Tokyo MX запланована на 5 липня 2025 року о 24:30, тобто фактично на 6 липня о 12:30 (ночі) за японським часом.